# Валміера
Ва́лміера (латис. Valmiera, нім. Wolmar) — найбільше місто в історичному регіоні Відземе, Латвія, розташоване за 100 км від Риги і 50 км від кордону з Естонією. За однією з версій, засноване як місто Лівонським орденом 1224 року, з побудовою замку. Валміера — одне з найстаріших міст Латвії, воно було членом Ганзейської унії.
Населення у 2020 році становило 24 789 (з 2002 року населення скоротилось приблизно на 2,5 тис.).

## Назва
- Валміера (латис. Valmiera;  вимова)
- Вольмар (нім. Wolmar, рос. Вольмар)
- Вольмарі (ест. Volmari)

Назва міста походить від німецького імені Вальдемар або слов'янського імені Володимир. Можливо, місто було названо на честь псковського князя Володимира Мстиславича, який став васалом Альберта Ризького в 1212 році. За іншою версією місто отримало назву від короля Данії Вальдемара II, який брав участь у Лівонському хрестовому поході. У другій половині XIII століття Лівонський орден побудував замок, який називався Вольмар. Під час Лівонської війни місто згадувалося як Володимерець (Volodimirec). В період Російської імперії воно було відоме як Вольмар (Wolmar).

## Географія
Розташоване за 100 км від Риги і 50 км від кордону з Естонією.

## Клімат
| Кліматограма Валміери | Кліматограма Валміери | Кліматограма Валміери | Кліматограма Валміери | Кліматограма Валміери | Кліматограма Валміери | Кліматограма Валміери | Кліматограма Валміери | Кліматограма Валміери | Кліматограма Валміери | Кліматограма Валміери | Кліматограма Валміери |
| --- | --------------------- | --------------------- | --------------------- | --------------------- | --------------------- | --------------------- | --------------------- | --------------------- | --------------------- | --------------------- | --------------------- |
| С | Л                     | Б                     | К                     | Т                     | Ч                     | Л                     | С                     | В                     | Ж                     | Л                     | Г                     |
| 56 −3 −7 | 45 −2 −8              | 46 3 −5               | 45 11 1               | 58 16 6               | 79 20 11              | 74 22 14              | 78 21 13              | 58 16 9               | 67 9 4                | 64 4 0                | 52 0 −3               |
| Середня макс. і мін. температури повітря (°C) Атмосферні опади (мм), за рік : 722 мм. Джерело: «Climate-Data.org»(англ.) |                       |                       |                       |                       |                       |                       |                       |                       |                       |                       |                       |

## Історія
Валміера та її околиці є одним із найдовше заселених регіонів Латвії. Археологічні дані свідчать про те, що це місце було заселене 9000 років тому. У 1224 році після поділу Талави торгові шляхи вздовж річки Гауя стали власністю лівонських братів мечоносців, які звели замок, який сьогодні відомий як замок Валміера. Після битви при Сауле в 1236 році Валміерський замок і прилеглі землі стали власністю новоствореного Лівонського ордену.
Точних відомостей про створення самого міста немає. Перше письмове свідчення про місто Валміера знайдено в 1323 році, коли згадується його магістрат. У 1365 році воно вже згадується як член Ганзейської унії. У 14-16 століттях у Валміері було проведено кілька ландтагів. Після Лівонської війни Валміера була сильно спустошена і була включена до Лівонського герцогства як частина Венденського повіту. Після польсько-шведської війни  Валміерою керував лорд-канцлер Швеції Аксель Оксеншерна.
Під час Другої світової війни Валміера була захоплена військами німецької групи армій «Північ» і передана рейхскомісаріату Остланд. У жовтні 1941 року в місцевих лісах було вбито 209 євреїв з Валміери та околиць. У вересні 1944 року, під час Ризької наступальної операції, Червона армія відвоювала місто. Історичний центр Валміери було знищено.
До адміністративно-територіальної реформи 2009 року — центром Валміерського району, нині місто республіканського значення.

## Відомі особи

### Уродженці
- Язепс Вітолс (1863—1948) — композитор і педагог.
- Яніс Даліньш (1904—1978) — спортсмен-легкоатлет, олімпієць.
- Йоганн Ердман (1805—1892) — пастор, письменник-філософ.
- Маріс Кучінскіс (1961) — прем'єр-міністр Латвії.
- Андріс Пієбалґс (1957) — міністр фінансів і освіти Латвії.

### Померли
- Ніна Леймане (1921—1999) — латвійська актриса театру і кіно.

## Міста-побратими
Місто Валміера є побратимом:
- Сульна, Швеція (1991)
- Вільянді, Естонія (1992)
- Здунська Воля, Польща (2001)
- Борисов, Білорусь (2010)
- Валлефолья, Італія (2016)
- Черкаси, Україна (2022)

## Галерея

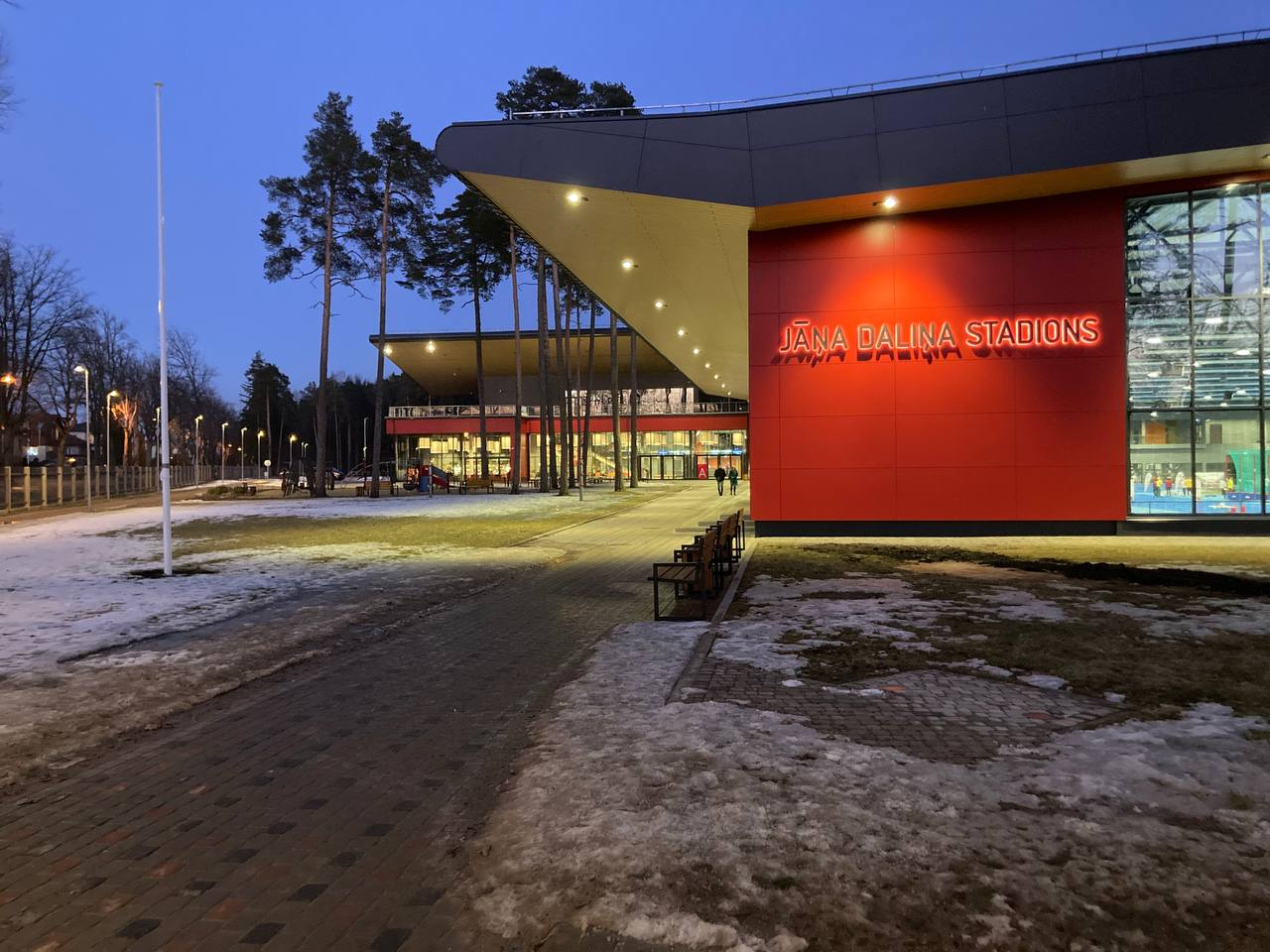
Міський стадіон ім. Яніса Даліньша
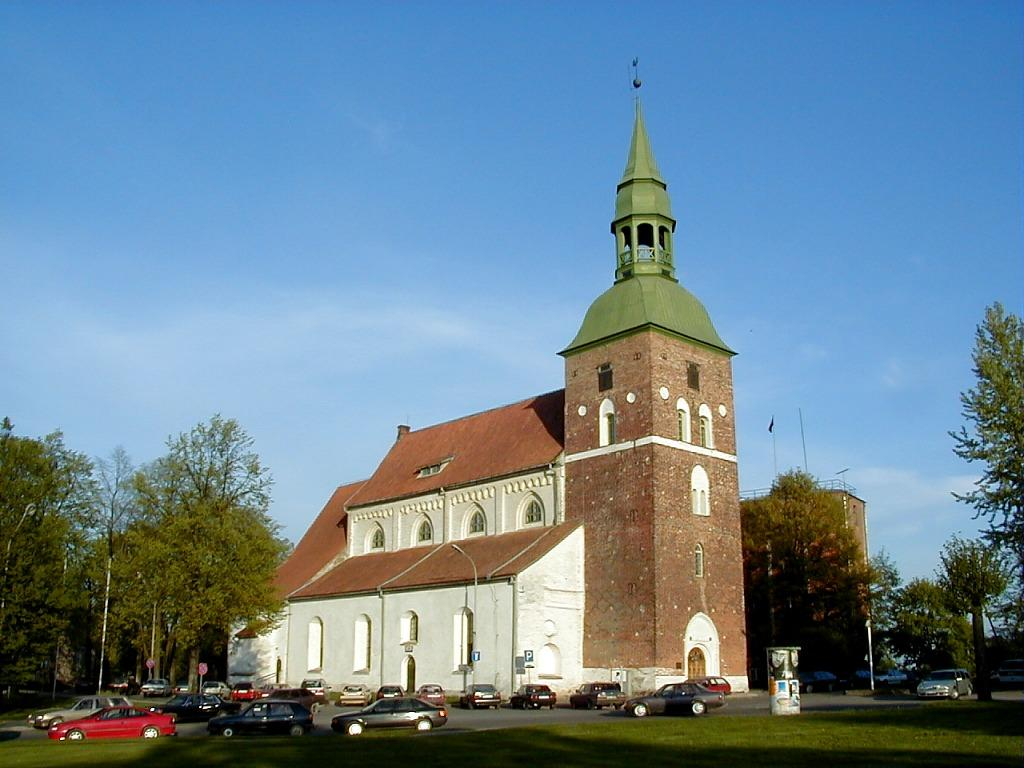
Лютеранська церква Святого Симона
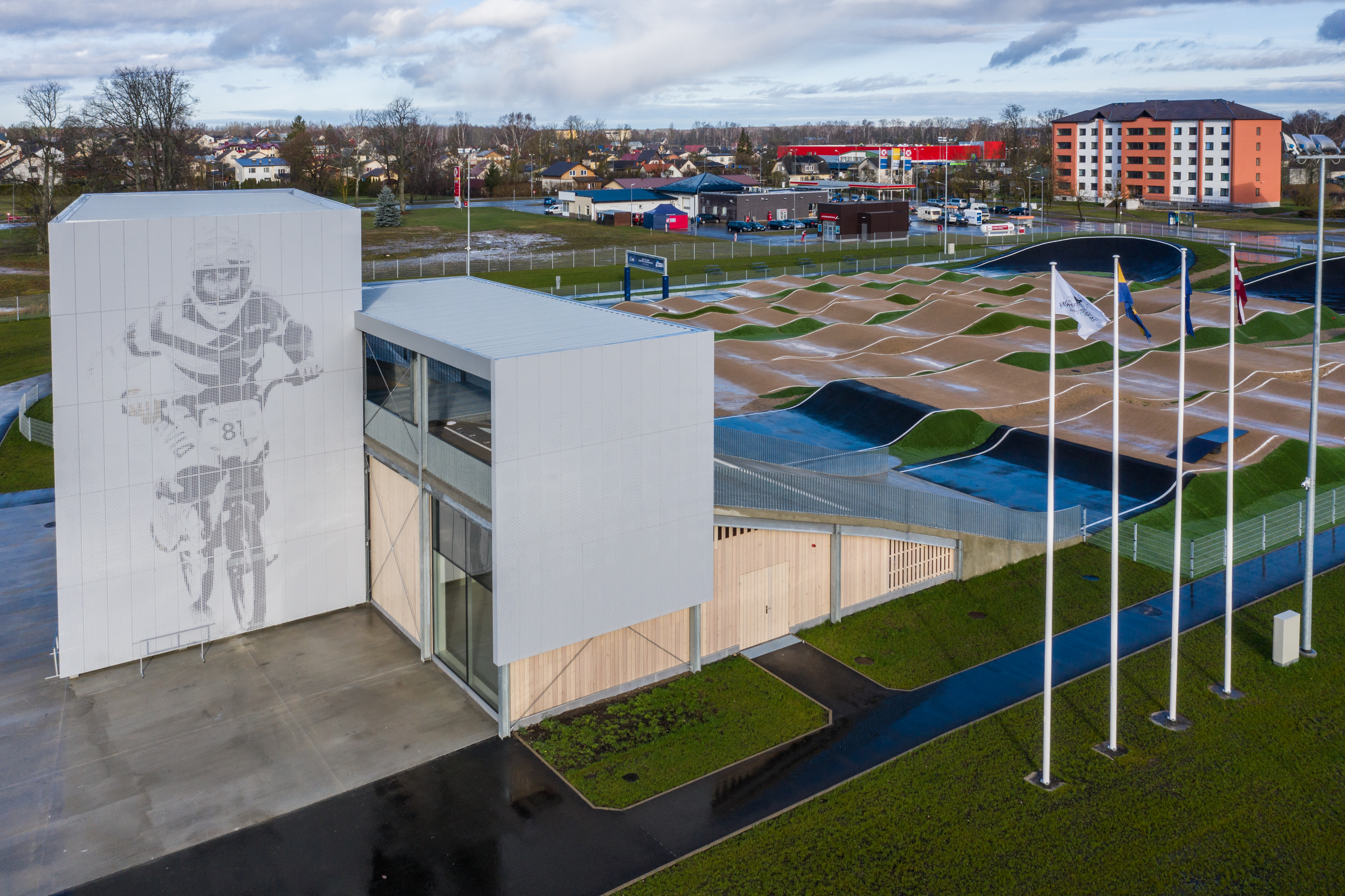
Трек Маріса Штромбергса для BMX
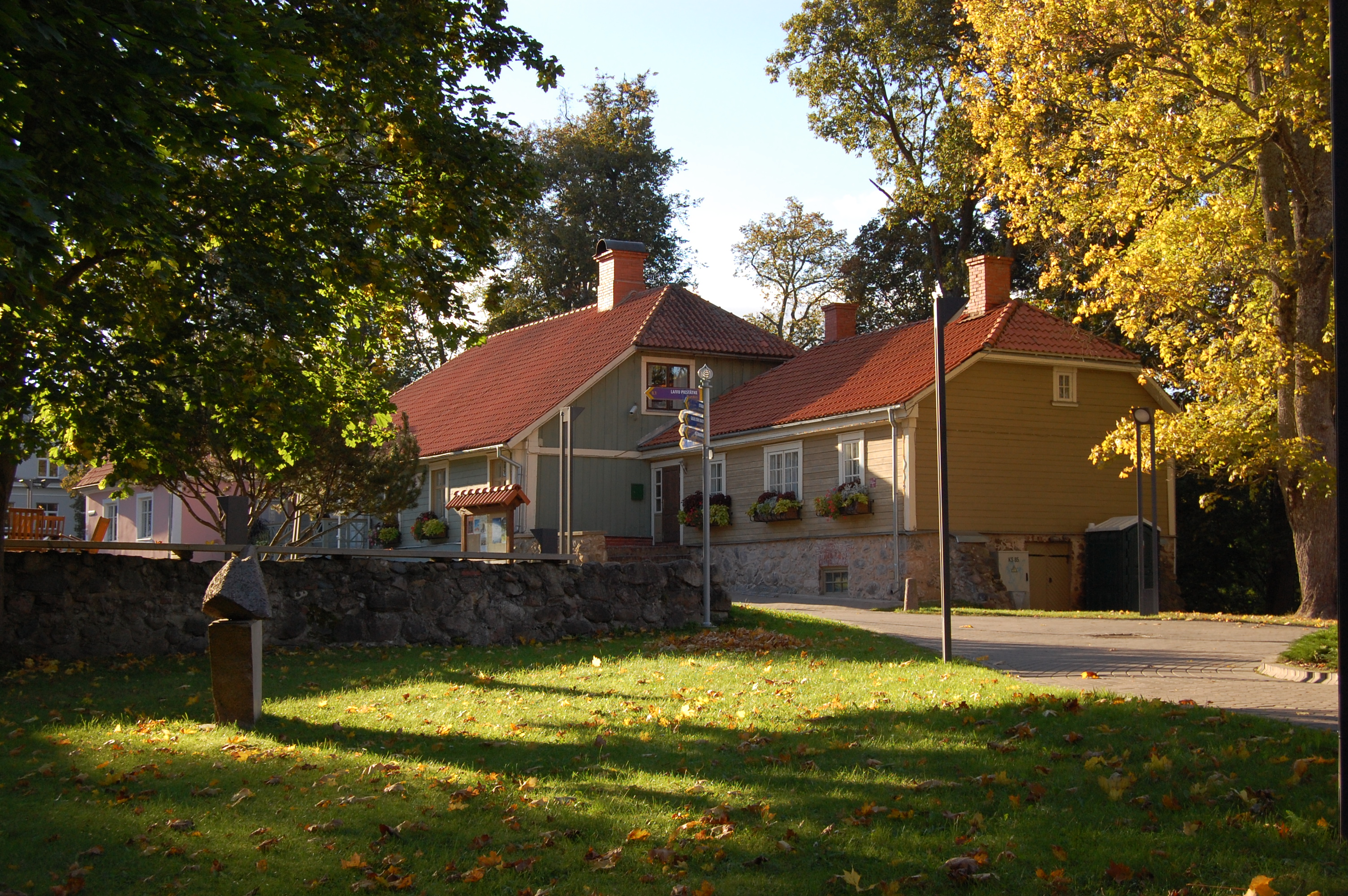
Історична забудова
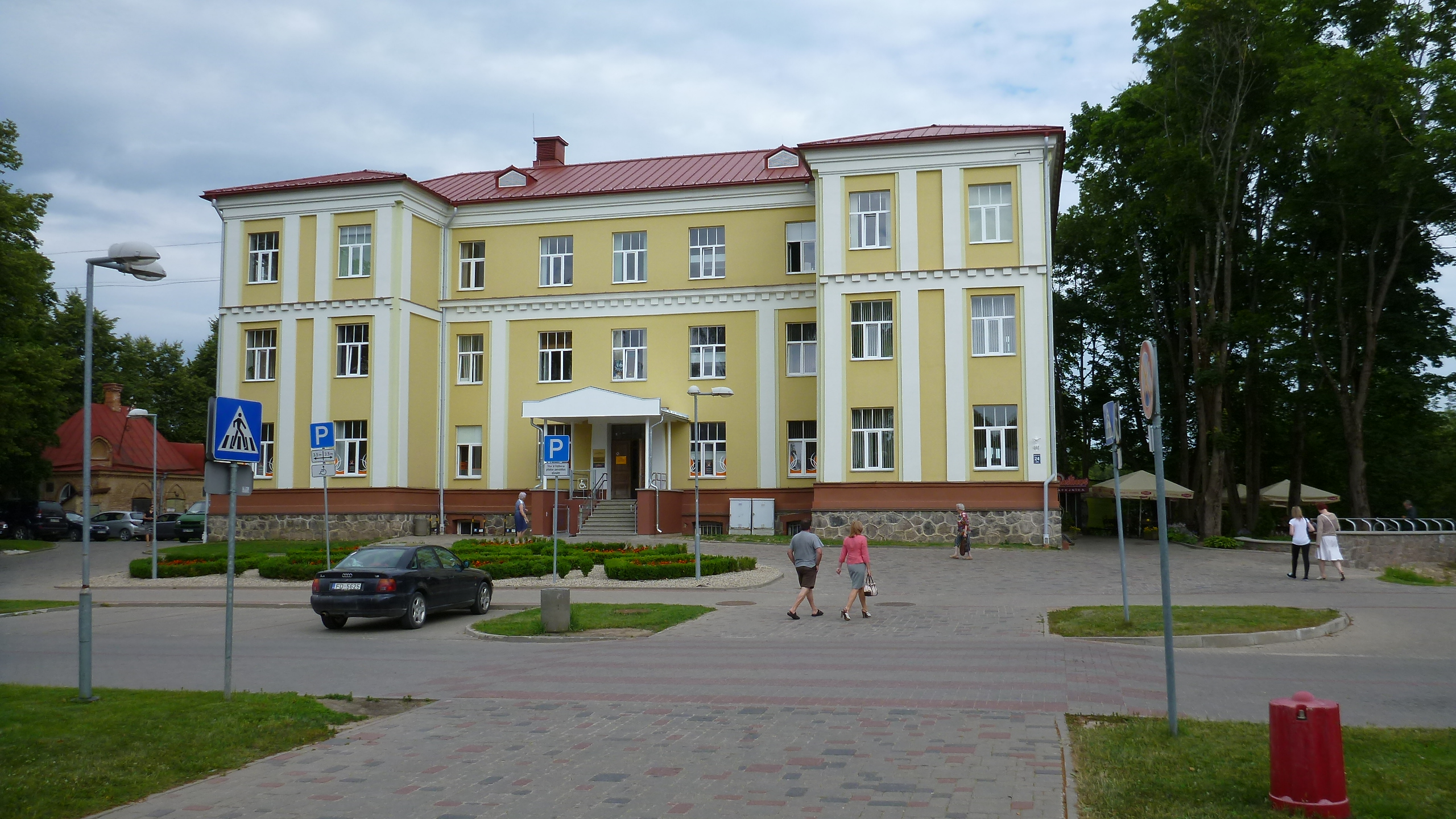
Поліклініка